# Xã Germfask, Michigan
Xã Germfask (tiếng Anh: Germfask Township) là một xã thuộc quận Schoolcraft, tiểu bang Michigan, Hoa Kỳ. Năm 2010, dân số của xã này là 486 người.